# PAG (Automóveis)
A PAG (Projets d'AvantGarde Ltda) foi uma empresa brasileira de pequeno porte, produtora de automóveis entre 1988 e 1991. Seu produto de maior destaque foi PAG Nick, um hatch esportivo montado sobre a base de um Gol GTi, da primeira geração.

## História
A Projets d'AvantGarde Ltda foi criada por Paulo Goulart, dono da Dacon, famosa concessionária Volkswagen de São Paulo, para a fabricação de carros próprios, como o Nick, o Nick L, o 928 e o Chubby.

## Modelos
A PAG produziu veículos entre 1988 e 1991:

### Nick
Anísio Campos, designer e construtor de carros, recebeu instruções de para fazer um carro urbano, pequeno e econômico, destinado ao público jovem. Já tinham feito juntos o 828, conhecido como Mini Dacon, o famoso "ovinho". Mas o preço das peças com medidas especiais inviabilizou sua produção.
Com a premissa foi a partida para a criação do Nick, feito sobre a estrutura da picape Saveiro. Com motor 1.6, era comprada diretamente da VW. Para amortizar custos, na hora da desmontagem, as partes não usadas eram vendidas. Sua característica principal eram as alças laterais sobre o que restava da caçamba, que era cortada, assim como a frente, abreviada no limite dos coxins dianteiros do motor. Tanto a frente como a traseira "vestiam" a nova roupagem de fibra de vidro, que se adaptava com vantagem no peso final do carro. A roupa era tão sob medida que um cocuruto sobre o capô se fez necessário para acomodar a tampa de válvulas do motor.
O carro agradou, mas o exigente público da revenda queria mais. Mais dois lugares e mais potência. Para atendê-los, a PAG passou a utilizar o Voyage como base para o Nick de quatro lugares e o Gol GTI para o novo projeto de dois. E, para satisfazer os que queriam um desempenho ainda mais esportivo, a pequena fábrica localizada em Santana do Parnaíba, em São Paulo, lançou mão do motor 2.0 do Santana. Leve, o carro andava bem.

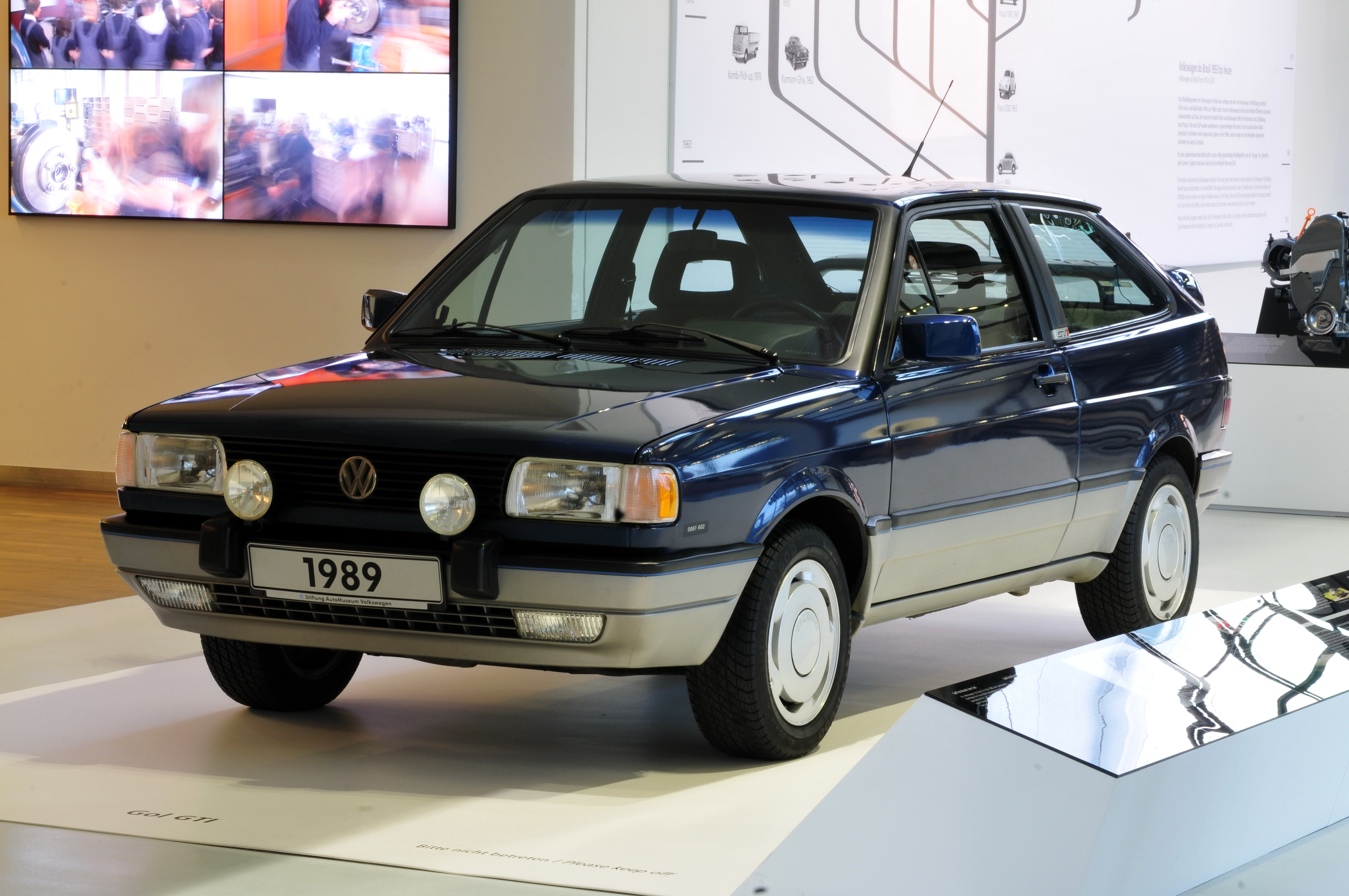
Volkswagen Gol (foto) serviu de base para o PAG Nick.

No capítulo preço, o Nick frustrou os planos iniciais. Em janeiro de 1991, seu último ano de fabricação, a versão mais potente do modelo longo custava o equivalente a 72.000 reais em valores de hoje.
Desde 1988, foram fabricados por volta de 130 Nicks, que saiu de cena quando os olhares se voltaram para os primeiros importados, que começavam a chegar aqui depois de banidos por 25 anos. A Dacon encerrou suas atividades em 1995 e o empresário Paulo Goulart faleceu no ano 2000.

### Nick L
De 1989, números 76 de 113 unidades fabricadas, o Nick L possuía motor AP 2.0 L à álcool ou gasolina do Santana carburado.

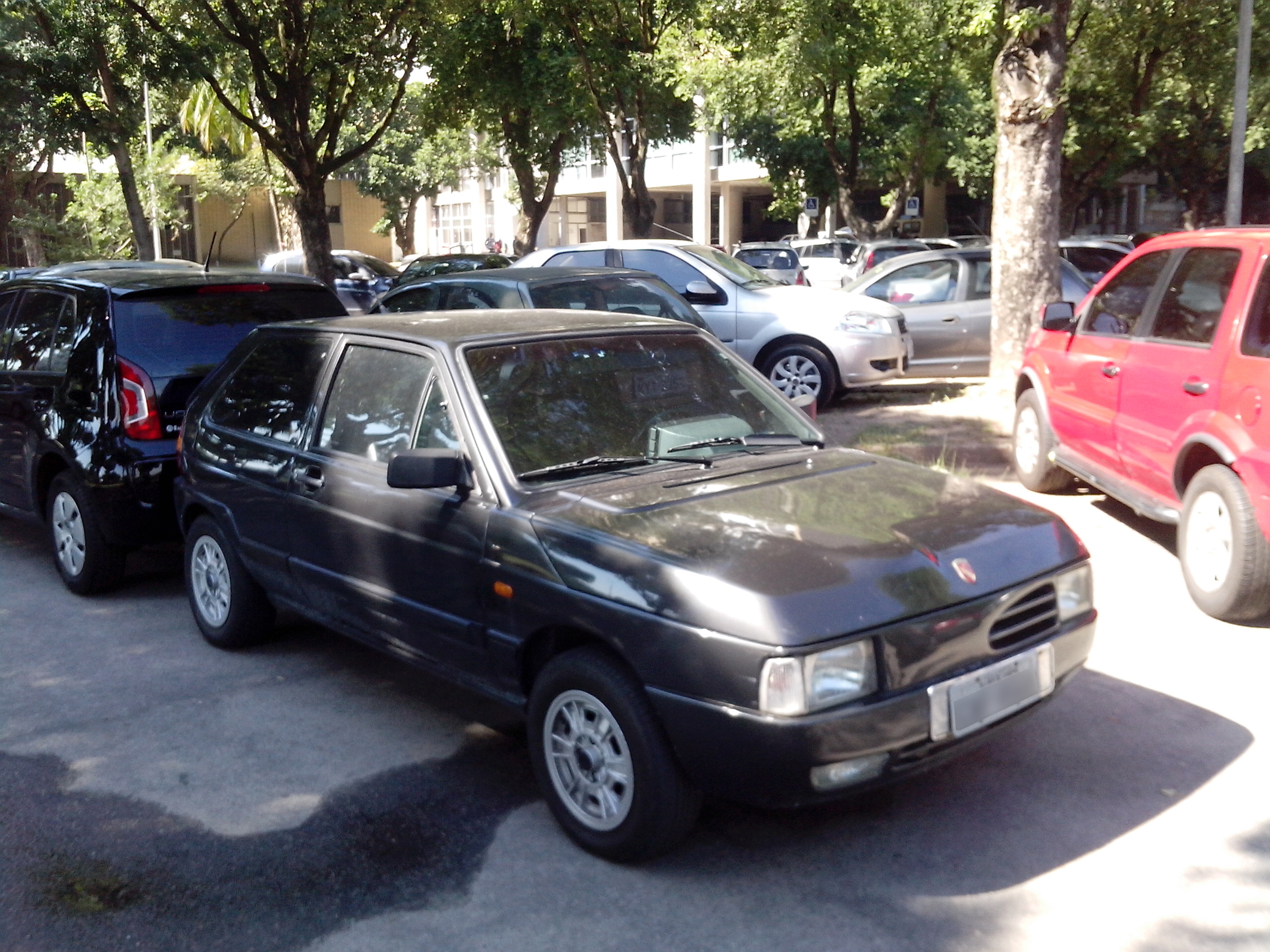
PAG Nick L

### 928
Após o 828, a Dacon continuou e criou uma réplica em menor escala do Porsche 928, sem os faróis escamoteáveis. No entanto, o motor foi colocado na traseira do carro. Curiosamente, tal configuração de motor era algo que a Porsche tinha intenções de conseguir ao desenhar o esportivo original antes de desistirem do motor boxer e colocar um motor V8 na dianteira.
Surpreendentemente, dadas que grandes marcas de ponta costumam perseguir e matar imitações, a Porsche absteve-se de tomar medidas legais.

### Chubby
Em 1990, com projeto revisto, a Dacon-PAG lançava o seu substituto, o Chubby, que era maior e mantinha algumas características visuais com o Nick, mas tinha um design e medidas bem mais acertadas que o Nick. Enquanto o Nick usava motores 1.6 ou 1.8 8v, o Chubby vinha com o motor 2.0 8v, o mesmo usado pelo Volkswagen Gol GTI. O estilo da metade traseira também foi revisto, sendo eliminada a exótica estrutura sobre o porta-malas, substituída por uma verdadeira extensão da cabine, com janelas laterais e para-brisa traseiro; o restante da carroceria permaneceu igual, assim como o exíguo vão de acesso ao bagageiro. Também foi desenvolvido um modelo para quatro lugares, a partir do monobloco do VW Voyage, com opção de motorização 2.0 do Santana. A última criação da PAG, daquele mesmo ano, foi o Chubby, este construído sobre o próprio Santana 2.0.
O motor 2.0 8v que rendia 112cv de potência e torque de 17,5kgfm (segundo dados da Volkswagen, era de 120cv e 18,3kgfm respectivamente em potência bruta). Fazia de 0 a 100 km/h em 8,8 segundos com velocidade máxima de 185 km/h. Totalmente equipado, com teto solar, ar-condicionado, toca-fitas, fechamento automático das portas, o carro também tinha opção de câmbio automático e, como todos os modelos Dacon e PAG, seu preço superava o do modelo do qual derivava e suas vendas não foram animadoras por tal questão. O Chubby foi a última invenção de Anísio Campos. A carroceria tinha partes de fibra de vidro para diminuir o peso. Por falta de espaço, Anisio adotou em seu projeto o estepe temporário, vindo na época do Voyage de exportação. Internamente não era modificado, tudo do Santana para não comprometer a qualidade. Logo após o seu lançamento, o Chubby recebeu a concorrência dos automóveis importados, que tinham preços parecidos e concorriam na mesma faixa de preços do Chubby, mais exclusivos. Foram poucas, as unidades produzidas do Chubby. Em 1991 a produção foi encerrada e nunca se soube ao certo quantas unidades do Chubby foram produzidas nesses meses de produção.

## Galeria de imagens

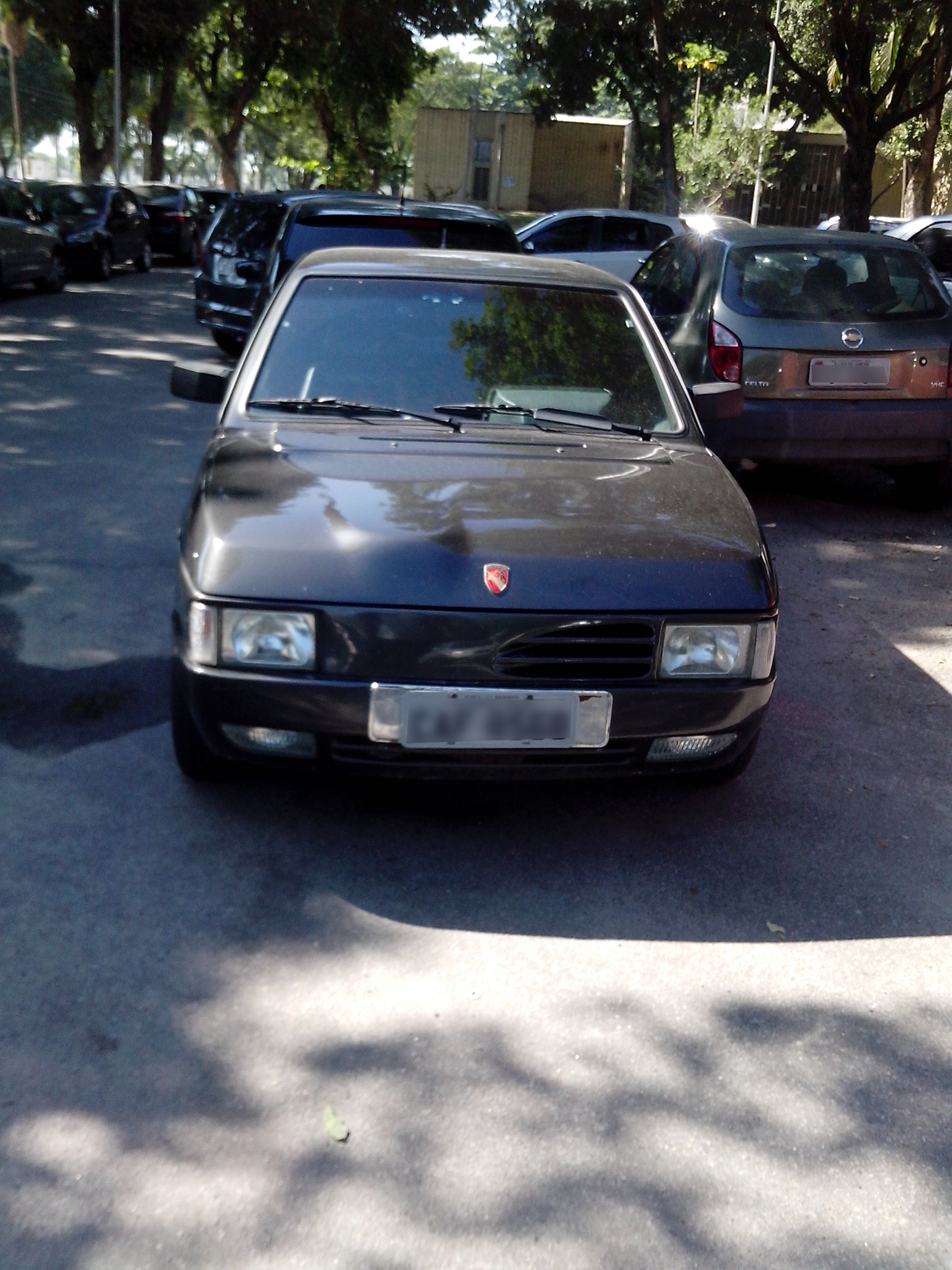
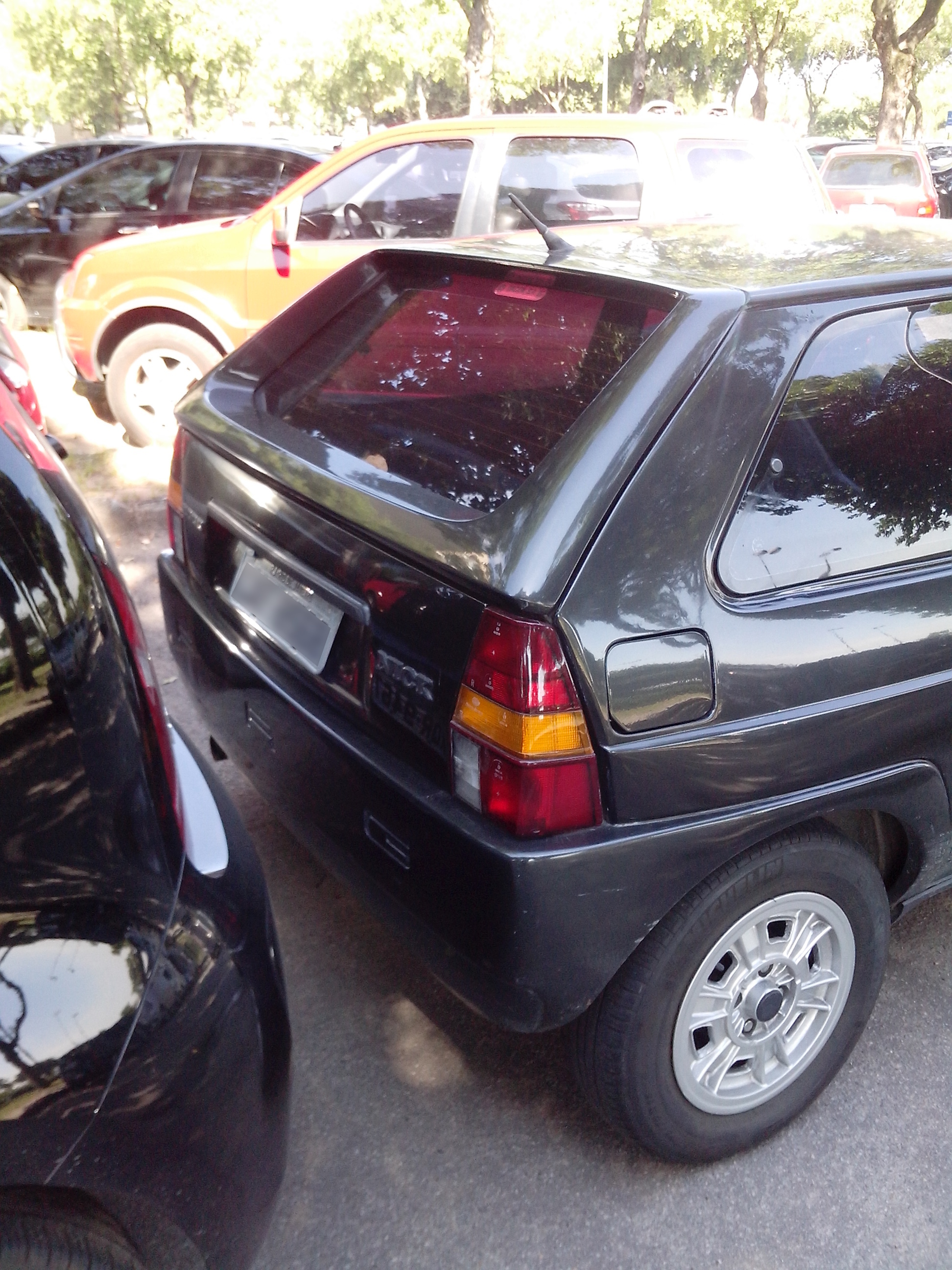
Traseira do PAG Nick 2000. Repare nos faróis traseiros iguais ao Volkswagen Santana Quantum de 1ª geração.